# Jatimalang (Arjosari)
Jatimalang is een bestuurslaag in het regentschap Pacitan van de provincie Oost-Java, Indonesië. Jatimalang telt 2191 inwoners (volkstelling 2010).